# 구인회 (종교인)
구인회(1941년 6월 3일(음력 5월 9일) - 1976년 2월 20일(음력 1월 29일)는 대한민국의 종교 창시자, 사이비 교주였다. 자칭 별명은 재림예수이다.

## 생애
그는 태극기를 하나님의 형체라고 주장하였다. 그에 의하면 태극기의 사괘는 성경의 네 생물을 뜻하고 태극안의 남색과 빨간색이 함께 있는 것과 예수님이 ‘나와 아버지는 하나이니라’는 말씀이 서로 같은 것이라고 주장했다.
1976년 사기혐의로 체포, 서대문교도소로 끌려가 수감되었으며 20일 동안 심문을 받다가 옥중에서 사망했다. 관련 내용은 <새하늘과 새땅 지상 천국은 재림예수 교회에서 이루어진다>는 책자에 소개되었으며 이는 구인회 씨의 신도 측에서 전국 교회에 배포한 책으로 알려졌다.
옥중에서 사망한 구 씨는 경기도 남양주시 화도읍 월산리에 위치한 모란공원묘지에 묻혔다. 구인회의 묘는 관리사무소 옆을 지나서 산 넘어 뒤편에 위치하며 묘비명은 재림예수님의 묘로 되어 있다. 태극기를 하나님의 형체라고 주장하던 그의 무덤 봉분 앞에는 태극문양이 새겨져 있다.
사후 그의 교단은 서울 서초구의 재림예수교회가 대표적으로 운영되고 있다.

## 같이 보기
- 박태선
- 유재열